# میگزدم
میگزدم (Myxedema) واژه‌ای مترادف با کم‌کاری شدید غده تیروئید است.  با این حال، این اصطلاح همچنین برای توصیف یک تغییر پوستی استفاده می‌شود که می‌تواند در پرکاری تیروئید و موارد متناقض (نادر) کم‌کاری تیروئید رخ دهد. در این مفهوم، میگزدم به رسوب موکوپلی ساکاریدها در درم اشاره دارد که منجر به تورم ناحیه آسیب دیده می‌شود. یکی از تظاهرات میگزدمی که در اندام تحتانی رخ می‌دهد، میکسدم پرتیبیال است که یکی از نشانه‌های بیماری گریوز، یک شکل خودایمنی از پرکاری تیروئید است. میگزدم همچنین می‌تواند در تیروئیدیت هاشیموتو و سایر اشکال طولانی مدت کم‌کاری تیروئید رخ دهد.

## علت‌ها
میگزدما در اشکال مختلف پرکاری تیروئید، از جمله بیماری گریوز، شناخته شده است. یکی از نشانه‌های بیماری گریوز میگزدم پرتیبیال، میگزدم اندام تحتانی است.
وقوع میگزدم در زنان بیشتر از مردان است.
میگزدم ممکن است در موارد زیر رخ دهد:
- پرکاری تیروئید، همراه با میگزدم پرتیبیال و اگزوفتالموس.  میگزدم پرتیبیال می‌تواند در ۱ تا ۴ درصد از بیماران مبتلا به بیماری گریوز که یکی از علل پرکاری تیروئید است، رخ دهد.[۳]

- کم کاری تیروئید، از جمله تیروئیدیت هاشیموتو.[۴]